# Сенчугов, Константин Иванович
Константин Иванович Сенчугов — советский хозяйственный, государственный и политический деятель.

## Биография
Родился в 1927 году в селе Спас-Купля. Член КПСС.
Окончил Всесоюзный заочный политехнический институт.
В 1948—1953 — техник, инженер по эксплуатации, начальник производственно-технического отдела Элаамаской электростанции Эстонской ССР.
В 1953—1959 — начальник электроцеха ТЭЦ Ахтме.
В 1959—1963 — начальник электроцеха, директор Прибалтийской ГРЭС.
В 1963—1997 — директор Эстонской ГРЭС имени 50-летия СССР.
За сооружение и освоение в ЭССР первых в мире электростанций большой мощности, работающих на местном сланцевом топливе был в составе коллектива удостоен Государственной премии СССР в области науки и техники 1980 года.
Почетный гражданин Нарвы.
Умер в 2009 году в Нарве.

## Награды
- Орден Ленина
- Орден Трудового Красного Знамени
- Орден Дружбы народов
- Орден Знак Почёта